# 圣热涅斯贝勒维
圣热涅斯贝勒维（法語：Saint-Geniès-Bellevue，法語發音：[sɛ̃ ʒənjɛs bɛlvy]）是法国上加龙省的一个市镇，属于图卢兹区。

## 地理
圣热涅斯贝勒维（43°40'59"N, 1°29'9"E）面积3.78 平方千米，位于法国奧克西塔尼大區上加龙省，该省份为法国西南部内陆省份，西南端与西班牙接壤，自此顺时针与上比利牛斯省、热尔省、塔恩-加龙省、塔恩省、奥德省和阿列日省接壤。
与圣热涅斯贝勒维接壤的市镇（或旧市镇、城区）包括：圣卢卡马斯、卡斯泰尔莫鲁、拉佩鲁斯-福萨、洛纳盖、圣让、吕尼永。
圣热涅斯贝勒维的时区为UTC+01:00、UTC+02:00（夏令时）。

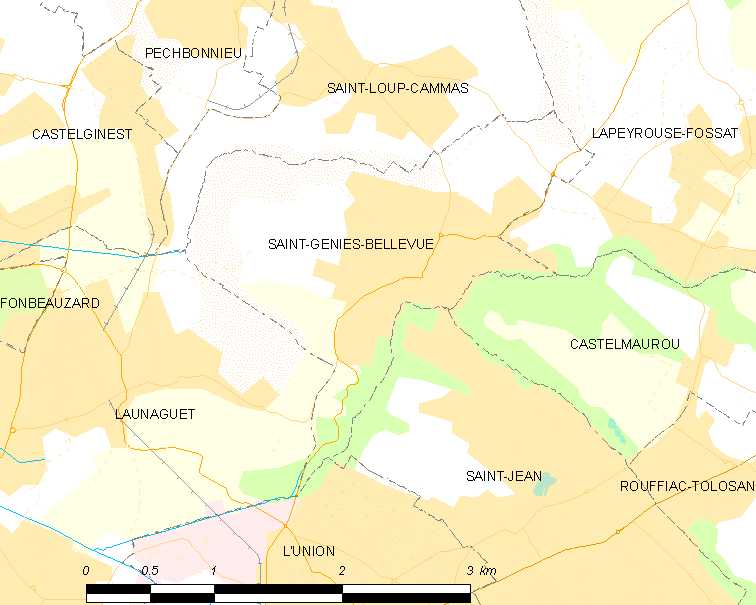
圣热涅斯贝勒维的OSM定位图

## 行政
圣热涅斯贝勒维的邮政编码为31180，INSEE市镇编码为31484。

## 政治
圣热涅斯贝勒维所属的省级选区为佩什博尼约县。

## 人口

1962-2008年间圣热涅斯贝勒维人口变化图示

圣热涅斯贝勒维于2022年1月1日时的人口数量为2492人。